# Petit point (borduursteek)

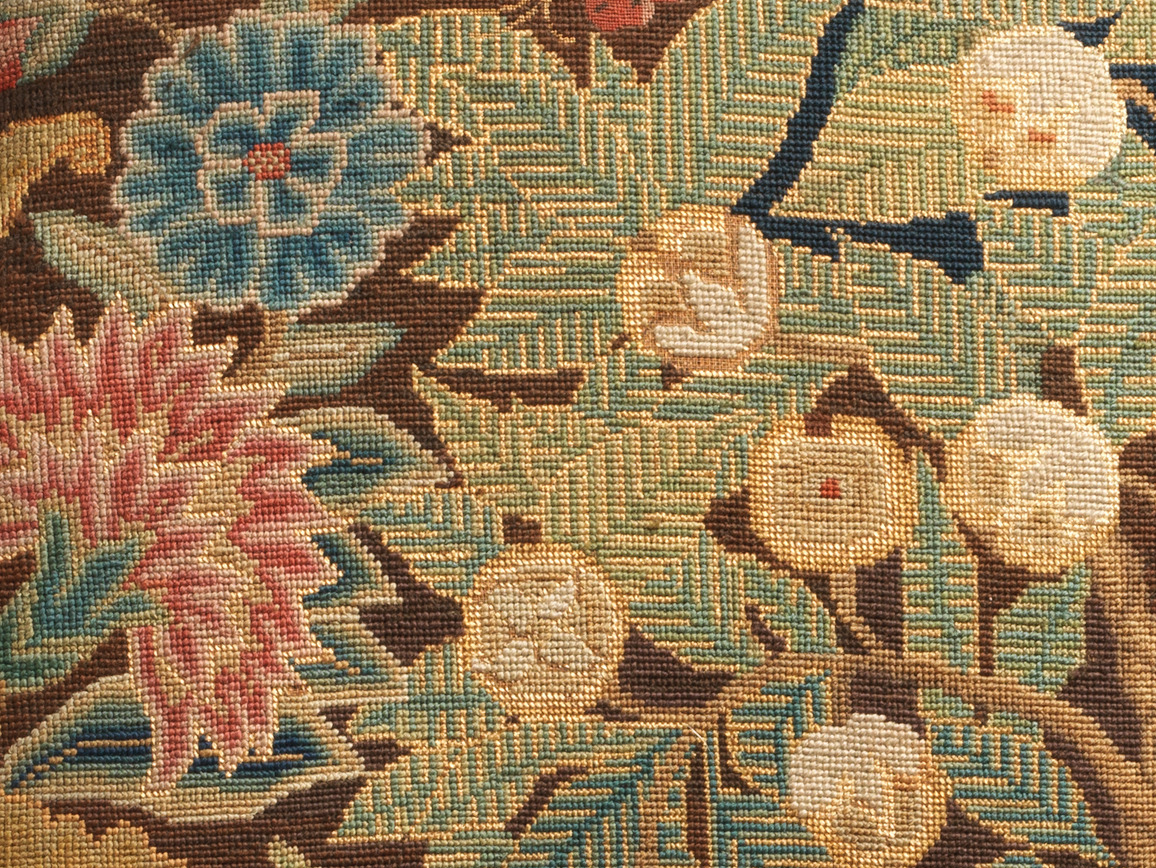
Borduurwerk in petit point, gebruikt op een stoel, ca. 1710

Petit point, ook wel naar het Engels tentsteek genoemd, is een kleine, diagonaal gemaakte borduursteek, die dwars over de kruising van een enkele horizontale en een verticale draad van het  canvas wordt gemaakt, onder een hoek van 45 graden. De steek is een van de meest veelzijdige steken die gebruikt wordt bij het borduren. Omdat de steek zo klein is, kan een gedetailleerde afbeelding worden weergegeven.
De steek lijkt op de halve kruissteek. Deze wordt echter over meerdere draden van het canvas aangebracht. Bij het borduren in petit point worden de steken allemaal in dezelfde richting aangebracht, zodat een regelmatige structuur wordt bereikt.

## Geschiedenis

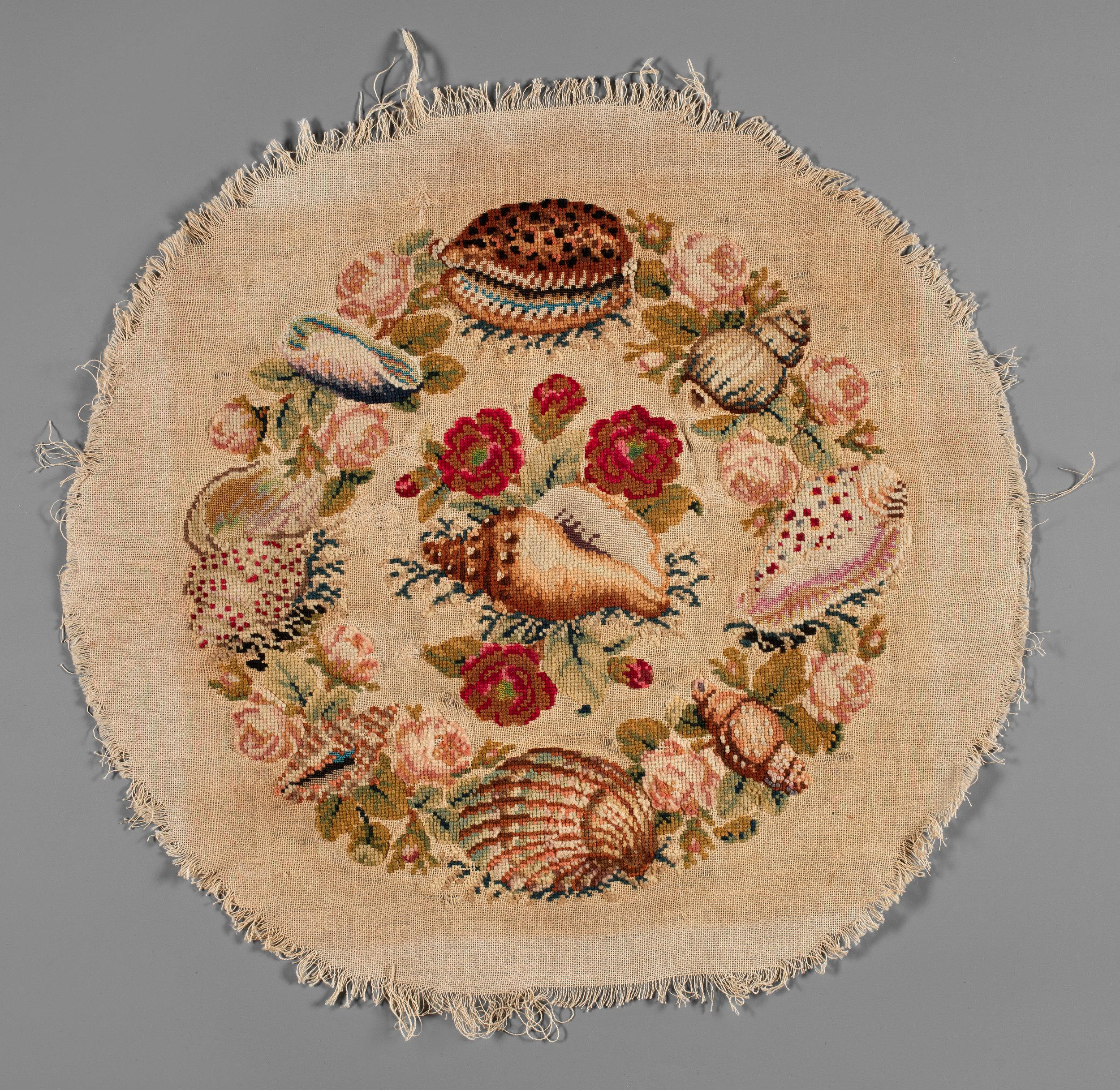
Biedermeier borduurwerk, ca. 1840

"Petit point" is ontleend aan het Frans, en betekent letterlijk "kleine stip". De techniek werd veel gebruikt in de 17e een 18e eeuw voor haardschermen en voor stoelbekleding. In de Oostenrijkse Biedermeierstijl werd de techniek tevens veel gebruikt.

## Varianten

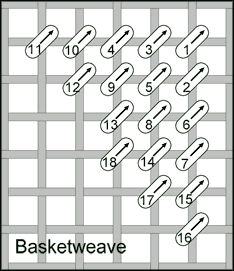
Diagonaal petit point

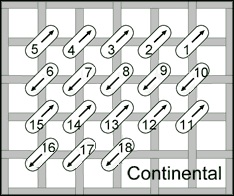
Horizontaal petit point

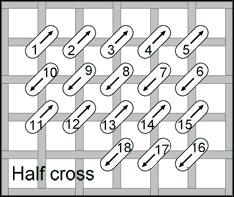
Halve kruissteek

Er bestaan verschillende manieren waarop het petit point kan worden aangebracht. Deze  produceren allemaal hetzelfde uiterlijk aan de voorzijde van het werk, maar zien er aan de achterzijde verschillend uit. 
- Diagonaal petit point
In deze vorm wordt gewerkt in diagonale rijen omhoog en omlaag over het canvas. Deze steek is geschikt om grote delen van het canvas te bedekken. Het leidt het minst tot vervorming van het doek.
- Horizontaal of verticale petit point
In deze vorm wordt gewerkt in horizontale of verticale rijen. Voor deze methode is meer garen nodig. Het voordeel is dat het borduurwerk beter bestand is tegen slijtage.
- Als de halve kruissteek
Bij deze variant wordt gewerkt zoals bij de halve kruissteek, horizontaal of verticaal over het doek. Aan de achterkant verschijnen verticale en horizontale lijnen. Hiervoor is minder garen nodig, maar het resultaat is niet erg duurzaam, omdat de dekking van het canvas aan de achterzijde niet volledig is.